# Somlóvásárhely, Veszprém
Somlóvásárhely  este un sat în districtul Devecser, județul Veszprém, Ungaria, având o populație de 1.181 de locuitori (2011). 

## Demografie
Componența etnică a satului Somlóvásárhely
     Maghiari (93,03%)
     Romi (4,96%)
     Germani (1,43%)
     Necunoscut (0,29%)
     Români (0,29%)
     Alții (0,29%)
Componența confesională a satului Somlóvásárhely
     Romano-catolici (57,92%)
     Fără religie (9,06%)
     Reformați (2,88%)
     Luterani (1,35%)
     Atei (1,19%)
     Necunoscută (27,6%)
Conform recensământului din 2011, satul Somlóvásárhely avea 1.181 de locuitori. Din punct de vedere etnic, majoritatea locuitorilor (93,03%) erau maghiari, existând și minorități de romi (4,96%) și germani (1,43%). Apartenența etnică nu este cunoscută în cazul a 0,29% din locuitori.  Din punct de vedere confesional, majoritatea locuitorilor (57,92%) erau romano-catolici, existând și minorități de persoane fără religie (9,06%), reformați (2,88%), luterani (1,35%) și atei (1,19%). Pentru 27,6% din locuitori nu este cunoscută apartenența confesională.